# Wincham Park
 (décembre 2020).
Le Wincham Park, aussi connu sous le nom de The Help For Heroes Stadium, est un stade de football anglais situé dans la paroisse de Wincham (commune de Northwich) dans le Cheshire en Angleterre du Nord-Ouest.
Le stade, doté d'une capacité de 2300 places (dont 600 assises dans la partie nord du stade), sert de domicile pour les équipes du Witton Albion ainsi que du Northwich Victoria.

## Histoire
Après l'inauguration du stade, le Witton Albion s'y installe et quitte son stade de toujours, le Central Ground devenu trop vétuste.
Les projecteurs sont remplacés en 2010 grâce à une collecte de fonds.
Le record d'affluence au Wincham Park est atteint lors d'une défaite 2-0 du Northwich Victoria contre Shrewsbury Town le 1er janvier 2004 lors d'un match de Football Conference (3268 spectateurs).
Le stade a porté de nombreux noms différents durant son histoire (pour des raisons de naming), comme le Britannia Carpets Stadium, Bargain Booze Stadium, The Bargain Booze Stadium, ou encore The Help For Heroes Stadium.
Les équipes rivales locales du Northwich Victoria et des Runcorn Linnets se sont partagé le Wincham Park entre 2006 et 2010.
Le club du 1874 Northwich a également utilisé le stade pour disputer quelques matchs.

## Noms des tribunes
- Lostock End
- Wincham End
- Popular Side